# Los Alamos National Laboratory
Los Alamos National Laboratory var laboratoriet i New Mexicos ørken i USA, hvor fysikere fra hele verden, blandt andet danske Niels Bohr, under J. Robert Oppenheimers ledelse stod for udviklingen af atombomben under kodenavnet Manhattan-projektet. Fysikerne var isoleret på denne base for at sikre, at andre lande ikke fik nys om projektet.[kilde mangler]
35°52′32″N 106°19′27″V / 35.87556°N 106.32417°V